# Bourg-de-Bigorre
Bourg-de-Bigorre è un comune francese di 209 abitanti situato nel dipartimento degli Alti Pirenei nella regione dell'Occitania.

## Società

### Evoluzione demografica
Abitanti censiti